# 第10屆香港電影金紫荊獎
第10屆香港電影金紫荊獎於2005年3月6日在九龍灣國際展貿中心舉行，由香港影評人協會主辦。

## 提名及獲獎名單
| 獎項       | 名單                                  |
| 最佳影片   | 旺角黑夜                              |
| 最佳影片   | 十面埋伏                              |
| 最佳影片   | 天下無賊                              |
| 最佳影片   | 20 30 40                              |
| 最佳影片   | 2046                                  |
| 最佳影片   | 功夫                                  |
| 最佳導演   | 爾冬陞（旺角黑夜）                    |
| 最佳導演   | 彭浩翔（公主復仇記）                  |
| 最佳導演   | 馮小剛（天下無賊）                    |
| 最佳導演   | 王家衛（2046）                        |
| 最佳導演   | 周星馳（功夫）                        |
| 最佳導演   | 杜琪峯（大事件）                      |
| 最佳男主角 | 梁朝偉（2046）                        |
| 最佳男主角 | 周星馳（功夫）                        |
| 最佳男主角 | 成龍（新警察故事）                    |
| 最佳男主角 | 吳彥祖（旺角黑夜）                    |
| 最佳男主角 | 劉德華（天下無賊）                    |
| 最佳女主角 | 張艾嘉（20 30 40）                    |
| 最佳女主角 | 何超儀（蝴蝶）                        |
| 最佳女主角 | 鍾欣桐（公主復仇記）                  |
| 最佳女主角 | 張栢芝（旺角黑夜）                    |
| 最佳女主角 | 劉若英（天下無賊）                    |
| 最佳男配角 | 張兆輝（柔道龍虎榜）                  |
| 最佳男配角 | 吳彥祖（新警察故事）                  |
| 最佳男配角 | 元華（功夫）                          |
| 最佳男配角 | 葛民輝（蝴蝶）                        |
| 最佳男配角 | 梁家輝（餃子）                        |
| 最佳女配角 | 陶紅（公主復仇記）                    |
| 最佳女配角 | 楊淇（20 30 40）                      |
| 最佳女配角 | 元秋（功夫）                          |
| 最佳女配角 | 田原（蝴蝶）                          |
| 最佳女配角 | 白靈（餃子）                          |
| 最佳編劇   | 爾冬陞（旺角黑夜）                    |
| 最佳編劇   | 謝立文（麥兜菠蘿油王子）              |
| 最佳編劇   | 張艾嘉、芝See菇Bi、關皓月（20 30 40） |
| 最佳編劇   | 王家衛（2046）                        |
| 最佳編劇   | 彭浩翔、黃詠詩（公主復仇記）          |
| 最佳攝影   | 杜可風（餃子）                        |
| 最佳攝影   | 趙小丁（十面埋伏）                    |
| 最佳攝影   | 潘耀明（大城小事）                    |
| 最佳攝影   | 杜可風（2046）                        |
| 最佳攝影   | 潘恆生（功夫）                        |